# Berriche
Berriche (em árabe: بريش) é uma comuna localizada na província de Oum El Bouaghi, Argélia. De acordo com o censo de 2008, a população total da cidade era de 17 609 habitantes.